# Konjeniški korpus Brudermann
Konjeniški korpus Brudermann (nemško Kavallerie-Korps Brudermann) je bil konjeniški korpus avstro-ogrske kopenske vojske, ki je bil aktiven med prvo svetovno vojno.

## Zgodovina
Korpus je obstajal med junijem in avgustom 1916 ter med oktobrom in novembrom 1916.

## Poveljstvo
Poveljniki
- Adolf von Brudermann: junij - avgust 1916 ter oktober - november 1916.

Načelniki štaba
- Theodor Gyurits von Vitesz-Sokolgrada: oktober - november 1916